# Bleke lijster
De bleke lijster (Turdus pallidus) is een zangvogel uit de familie lijsters (Turdidae).

## Verspreiding en leefgebied
Deze soort komt voor in Hongkong, Japan, Noord- en Zuid-Korea, de Filipijnen, Rusland en Taiwan.